# Paolo Tofani
Paolo Tofani, noto anche con lo pseudonimo di Danny (Firenze, 19 gennaio 1944), è un chitarrista e compositore italiano.

## Biografia
Paolo Tofani comincia a suonare la chitarra come autodidatta e inizialmente si esibisce suonando rock & roll nei locali da ballo di Firenze. Dopo l'ingresso nella formazione beat livornese de I Samurai, inizia i suoi tour in Italia ai quali si aggiunge anche un tour di tre mesi in Inghilterra, dove conosce la musica di Chet Atkins e affina la sua tecnica del finger picking.
Il successo della tournée internazionale lo spinge a provare altre vie professionali e lascia I Samurai per far parte dei Califfi di Franco Boldrini, dove inizia la sua esperienza pop, blues e rock ottenendo un buon successo commerciale partecipando sempre con I Califfi a Un disco per l'estate, Festivalbar e Cantagiro.
Sempre negli anni 1960 incide alcuni 45 giri per la Nuova Enigmistica Tascabile con lo pseudonimo Danny.
Sposa una donna inglese, Rowena, e decide di lasciare l'Italia per tornare in Inghilterra, sentendo opprimente l'ambiente discografico italiano. Riprende a comporre registrando pezzi in uno studio improvvisato nel salotto della casa dei suoceri a Londra e successivamente nel 1975 pubblica nell'album Electric Frankenstein per la Cramps Records i pezzi realizzati in questo studio.
Nel 1971 incontra Muff Winwood, fratello di Steve Winwood dei Traffic, che lo chiama per un'audizione alla Island Records, dove suona la chitarra, la tastiera e il flauto sulle tracce registrate a casa. Inizia a esibirsi regolarmente a Londra al Greyhound Pub e in altri locali; ha anche modo di frequentare i locali di riferimento per i musicisti del tempo, come The Speak-Easy dove si potevano incontrare artisti come i Beatles o i Rolling Stones.
Inizia anche a interessarsi alla musica elettronica e frequenta la EMS (Electronic Music Studios) di Peter Zinovieff, che produceva piccoli sintetizzatori usati anche da artisti del livello dei Pink Floyd. Nel 1972 con questi sintetizzatori registra il 45 giri strumentale The Land of the Magic Wizard/Moon Walk.
Torna in Italia nel 1973 su indicazione del manager della PFM, a Londra per registrare la versione inglese del loro disco, che lo invita a entrare negli Area: con questo gruppo raggiunge l'apice della popolarità ed è sua la celebre introduzione di Luglio, agosto, settembre (nero) del primo album Arbeit macht frei. Sempre nel 1973 è animatore dei I Crystals per i quali scrive i brani per un album pubblicato solo vent'anni più tardi.
Nel 1975, con lo pseudonimo Electric Frankenstein, pubblica l'album What me Worry.

Lasciati gli Area nel 1977, la ricerca spirituale lo porta a diventare monaco Hare Krishna. Continua anche la ricerca nell'applicazione di sintetizzatori alla sua chitarra elettrica e nella costruzione di prototipi di chitarre personalizzate fino a realizzare la Trikanta Veena (vina a tre voci), che attualmente utilizza.

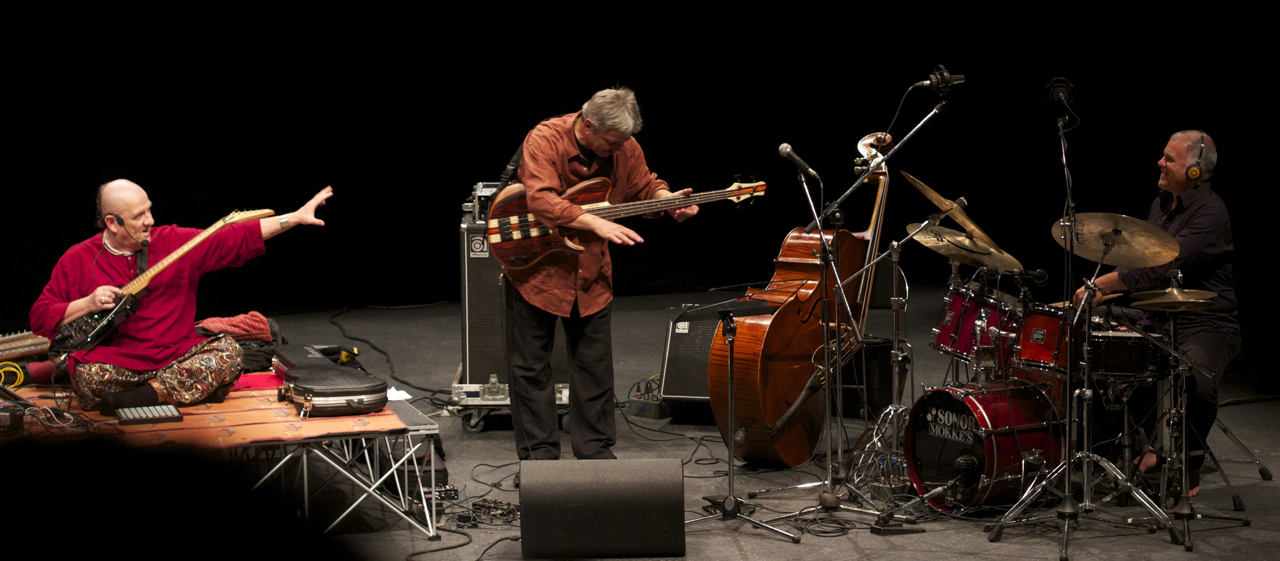
Paolo Tofani con Ares Tavolazzi e Walter Paoli durante Area - reunion tour nel 2011

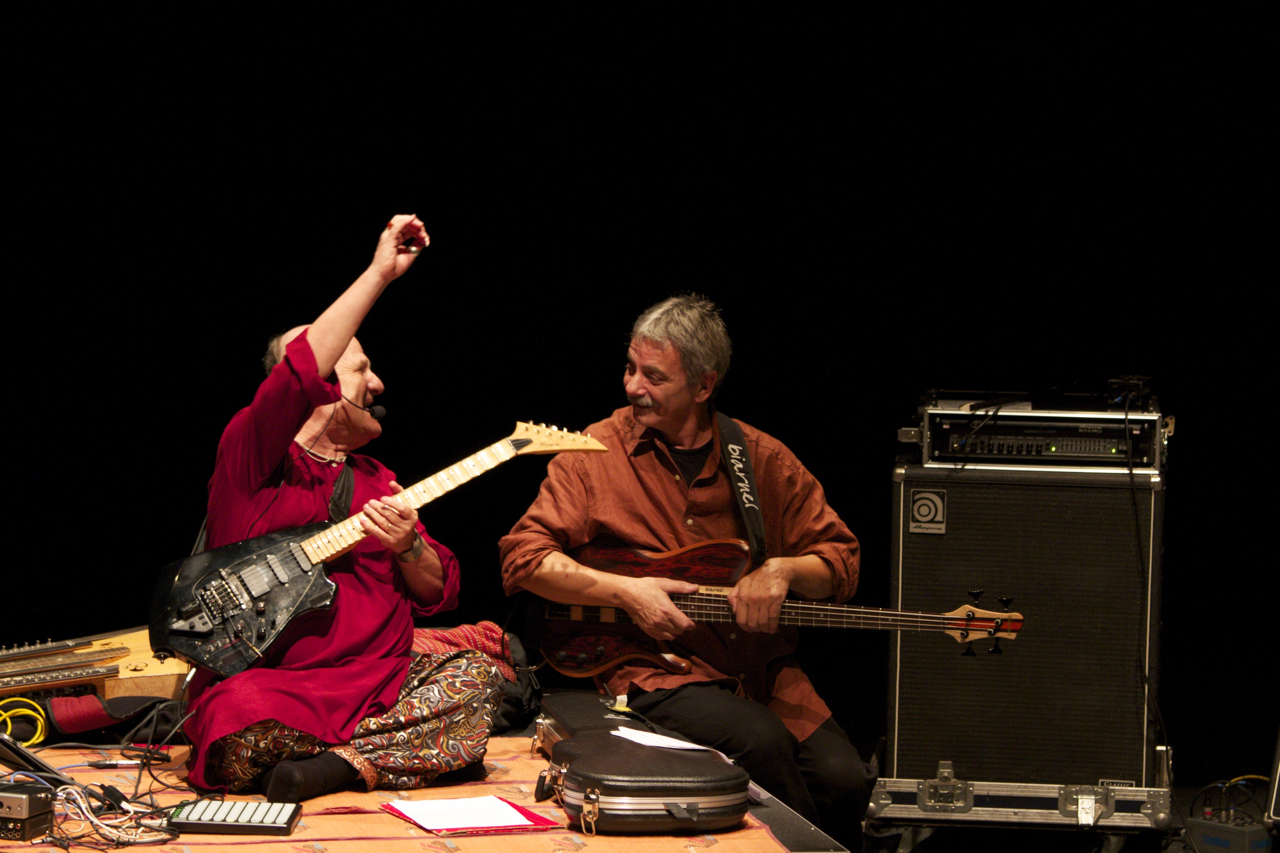
Paolo Tofani con Ares Tavolazzi durante Area - reunion tour nel 2011

Nel 1980 collabora con Claudio Rocchi alla realizzazione dell'album Un gusto superiore.
Nel 2007 riprende la vita mondana e ricomincia ad accettare gli inviti di diversi organizzatori dei concerti, seminari, incontri tematici. In agosto del 2009 succede un breve incontro con altri musicisti del gruppo AREA: Patrizio Fariselli e Ares Tavolazzi. L'incontro ha dato spunto a una serie di nuovi concerti di superstiti degli AREA. Il pubblico applaude, li vogliono, li chiamano. La formula dei concerti non intende richiamare il vecchio gruppo, è più interessante far conoscere al pubblico ciò che ogni artista ha imparato in questi lunghi anni. Paolo Tofani splende come al solito nel "campo tecnologico", dando un tocco speciale al concerto.
Nel 2013 suona la chitarra in L'album biango degli Elio e le Storie Tese.
I concerti da solista sono caratterizzati dall'utilizzo di un MacBook Pro portatile, della Trikanta Veena, del santoor (provenienza persiana, ma costruito in India), del MIDI Controller G10 e dei joystick Nintendo. Ogni elemento del suo concerto è capace di essere il protagonista creando i suoni inaspettati, puliti e di grande qualità.
Nel 2015 pubblica per l'etichetta Dark Companion Records l'album Real Essence, un album di musica acustica suonata alla Trikanta Veena e registrato nel tempio in India all'alba qualche anno prima. Greg Lake, che aveva incontrato nel 2012 a Piacenza, ne rimane colpito e scrive le note di copertina dell'album, su invito del produttore Max Marchini. Sempre nel 2015 e sempre per la Dark Companion Records incide un cammeo nell'album che segna il ritorno sulle scene di Lino Capra Vaccina, "Arcaico Armonico". Sempre per la stessa etichetta esce il quartetto con Keith Tippett, Julie Tippetts e Lino Capra Vaccina, registrato dal vivo a Piacenza, dal titolo "A Mid Autumn Night's Dream".
Dal 2021 inizia la collaborazione con l'etichetta Aventino Music con la quale pubblica “Indicazioni vol.2” e “Santoor Suite No.1 (for Francesca)" assumendo il nome spirituale Paolo Tofani Krsna Prema Das. Con la stessa etichetta esce nel 2022 un doppio singolo, “La Tempesta / Non è Possibile”, in coppia con l’arpista e polistrumentista Arthuan Rebis; i due brani sono cantati da Tofani in italiano, in una inedita veste cantautorale. 
Attualmente Paolo Tofani lavora nei generi art-rock, progressive, experimental, fusion ed ethnic.

## Discografia

### Album in studio
- 1975 - What Me Worry? (come "Electric Frankenstein")
- 1977 - Indicazioni
- 1980 - Un gusto superiore (con Claudio Rocchi)
- 1983 - Un altro universo
- 2005 - Invocation
- 2005 - Beyond Darkness
- 2005 - Reflections
- 2005 - Memoris
- 2005 - Liquid Gold
- 2005 - Gentle Waves
- 2005 - Future Ragas
- 2005 - Mayapur Meditation 1
- 2005 - Mayapur Meditation 2
- 2005 - Essence
- 2005 - Deep Lover
- 2005 - Higher Dimentions
- 2007 - Pure Magic
- 2015 - Real Essence
- 2017 - A Mid Autumn Night's Dream con Keith e Julie Tippett e Lino Capra Vaccina.
- 2021 - Indicazioni vol. 2 con il nuovo strumento Shyama Trikanta[1]
- 2022 - Santoor Suite, No1 "For Francesca"

### Singoli
- 1966 . Solo me/Everything (NET di Corrado Tedeschi Editore, n 605; lato A cantato da I Telstars)
- 1966 - Somebody Else/Lei ama me (NET di Corrado Tedeschi Editore, n 606; lato B cantato da Billy ei cani fedeli)
- 1966 - Non mi lascerai/In The Morning (NET di Corrado Tedeschi Editore, n 607; lato A cantato dagli Spettri)
- 1976 - The Land of the Magic Wizard/Moon Walk
- 2022 - Paolo Tofani Krsna Prema Das & Arthuan Rebis - La Tempesta / Non è Possibile  (Aventino Music)